# Mario Bros. II
Mario Bros. II es un juego de plataformas del sistema Commodore 64. No tiene ninguna relación con Nintendo ni con la franquicia Mario pero se presenta como una secuela al juego Mario Bros. de la serie Game & Watch.

## Jugabilidad
Mario Bros. II está inspirado en el juego Mario Bros. de la serie Game & Watch, visualizado para el sistema Commodore 64 presuntamente como secuela a la versión de arcade. Igual que la versión de arcade de Mario Bros., el juego consta de una sola pantalla de juego. El jugador simultáneamente controla a Mario y a Luigi trabajando en una fábrica que crea pasteles para un empleador duro. Los hermanos se mueven verticalmente para transferir los objetos que están entre las cintas transportadoras que están orientadas a operar en direcciones alternas. Si el jugador deja caer un objeto, pierde una vida. El juego se acaba si el jugador no tiene ninguna vida restante.

## Desarrollo
El juego fue desarrollado por un grupo de programación, Commodore 64, de la empresa Thundersoft, un subgrupo del grupo de demo holandés, RIFFS. Se reunieron en el Club de Computadoras de Oosterhout. El trabajo no es oficial ni es un puerto, y no se vio comercialmente disponible. Fue distribuido como software de dominio público para demostrar las habilidades de los programadores al recrear el juego.